# Nectonema svensksundi
Nectonema svensksundi är en djurart som tillhör fylumet tagelmaskar som beskrevs av Bock 1913. Nectonema svensksundi ingår i släktet Nectonema, och familjen Nectonemidae. Inga underarter finns listade i Catalogue of Life.